# 成都当代美术馆
成都当代美术馆（英語：Museum of Contemporary Art Chengdu）是一座位于四川成都的当代美术馆。 专门从事中国和全球各地展览，翻译和收藏中国当代艺术。

## 历史
成都当代美术馆由中国建筑师刘家琨设计建造，2011年面向公众开放。该美术馆由国有企业成都高新投资集团有限公司全资兴建并投资运营，艺术史学家吕澎担任首任馆长。
2014年，博物馆尚未展出永久收藏品，但已经开设了现代艺术展览馆和摄影展。

## 展览
除了主办亚洲艺术家展览之外，博物馆还举办了西方艺术家的回顾展， 包括：托尼·克拉格和毕加索以及和艺术馆合作，诸如巴黎现代艺术博物馆展示当代艺术家的作品。